# Samostan Sera
Samostan Séra (tibetansko སེ་ར་དགོན་པ, Wylie: se ra dgon pa, dob. »samostan divjih vrtnic«; kitajsko: 色拉寺; pinjin: Sèlā Sì) je eden od 'velikih treh' samostanov univerze Gelug v Tibetu, ki je 2 km severno od Lase in približno 5 km severno od Jokanga. Druga dva sta samostan Ganden in samostan Drepung. Izvor njegovega imena pripisujejo dejstvu, da je bil med gradnjo hrib za samostanom prekrit s cvetočimi divjimi vrtnicami (ali sera v tibetanščini).
Prvotni samostan Sera je odgovoren za približno 19 samostanov, vključno s štirimi samostani, ki so v vznožju severno od Lase.
Samostan Sera, kot kompleks struktur z Veliko zborno dvorano in tremi kolegiji, je leta 1419 ustanovil Jamčen Čojej iz Sakja Ješe iz Zel Gungtanga (1355–1435), učenec Je Tsongkhape. Med uporom leta 1959 v Lasi je samostan Sera utrpel hudo škodo, njegove fakultete so bile uničene in na stotine menihov ubitih.
Potem ko je dalajlama dobil azil v Indiji, se je veliko menihov iz Sere, ki so preživeli napad, preselilo v Bilakupe v Misoreju v Indiji. Po začetnih težavah so s pomočjo indijske vlade ustanovili vzporedni samostan Sera s kolidžema Sera Me in Sera Dže ter veliko zborno dvorano, ki je bila podobna izvirnemu samostanu. Zdaj v Seri v Indiji živi 3000 ali več menihov in ta skupnost je razširila svoje misijonarske dejavnosti v več držav z ustanovitvijo centrov Darma, ki širijo znanje o budizmu.
Samostan Sera v Tibetu in njegov dvojnik v Misoreju v Indiji sta znana po svojih razpravah.

## Ozadje
Prvotni samostan Sera je kompleks stavb, ki jih je leta 1419 ustanovil Jamčen Čojej Sakja Ješe iz Zel Gungtanga (1355–1435), učenec Je Tsongkhape. Pred ustanovitvijo tega samostana je Tsongkhapa s pomočjo svojih učencev postavil puščavnice na višjih vzpetinah nad samostanom Sera Utsé.
Kompleks Sera je s potmi razdeljen na dva sektorja; vzhodni del vsebuje Veliko zborno dvorano in bivališča, zahodni del pa ima dobro znane tri kolegije: Sera Je Dratsang, Sera Me Dratsang; in Ngakpa Dratsang, ki jih je vse ustanovil Tsongkhapa kot samostanske univerze, namenjene menihom v starosti od 8 do 70 let. Vse strukture v tem kompleksu so tvorile romarski krog v smeri urinega kazalca, začenši s kolegiji (v navedenem vrstnem redu), ki so mu sledile dvorane, bivalne enote in se končno končale pri samoti Tsongkhapa nad Veliko zborno dvorano.
Visoki šoli Jé in Mé sta bili ustanovljeni za usposabljanje menihov v 20-letnem programu tsenji mtšan njid grva tshang (filozofskega znanja), ki se zaključi z diplomo geše (tibetanska budistična akademska diploma). Visoka šola Ngakpa, ki je bila pred drugima dvema šolama, je bila posvečena izključno praksi tantričnega rituala. Pred letom 1959 je upravo vsake fakultete sestavljal opat s svetom desetih lam za vsako šolo.
Z leti se je samostan razvil v puščavnico, kjer je prebivalo približno 6000 menihov. Samostan je bil ena najboljših lokacij v Tibetu, kjer so lahko spremljali razprave, ki so potekale po ustaljenem urniku. Samostan pripada redu Gelug in je bil eden največjih v Lasi. Leta 2008 je bilo v Seri 550 menihov.

## Zgodovina
Zgodovina samostana je močno povezana z mojstrom Lamo Tsongkhapo (1357–1419), ustanoviteljem reda Gelukpa, zelo čaščenim in visoko izobraženim gurujem v budističnih spisih. Pod njegovim božanskim vodstvom je njegov učenec Jetsun Kunkhen Lodroe Rinchen Senge v zgodnjem 15. stoletju našega štetja ustanovil kompleks samostana Sera Džej. Kunkhyen Lodroe Rinchen Senge je sprva služil kot učitelj v samostanu Drepung, preden je ustanovil Sera Džej. Verska legenda o tem, kako je bilo izbrano mesto, je bila jasnovidna vizija, ki jo je imel Tsongkhapa, v katerem je videl celotno besedilo Prajnaparamitovih 20 šlok (kateri koli verz ali kitica; pregovor, rek) v Šunjati, napisano na nebu. Ta psihični urok mu je dal popoln vpogled v besedilo Tsavasehrab (Osnove Madhjamike ali teksta Šunjate).
Poleg tega je zaznal tudi »vizijo dežja, podobnega znakom "AA", ki se spušča z neba«. Šele 12 let kasneje je eden od njegovih učencev, Jamčen Čodže, izpolnil prerokbo svojega guruja z ustanovitvijo Sera Je kot sedeža učenja znanja o popolnih učenjih in praksah mahajanske tradicije.
Previdno je takratni kralj Nedong Dagpa Gyaltsen podprl plemeniti podvig s potrebnimi financami in leta 1419 tudi izvedel obred položitve temeljev za gradnjo samostana. Nadaljnje podrobnosti v zvezi z razvojem stavbe, vključno z namestitvijo svetih podob/idolov in drugih predmetov čaščenja, so bile dokončane v skladu z najvišjimi željami velikega Lame Tsongkhape. Samostan je kmalu postal znan kot »sedež Theckčen linga (mahajanske tradicije)«. Druga različica imena 'Sera', ki je dobila predpono 'samostan', je bila njegova lokacija, ki je bila obdana z grmičevjem malin, imenovanim Seva v tibetanščini, ki se je oblikovalo kot Rava v tibetanščini, kar pomeni 'ograja'.

### Dogodki po letu 1959
Štirinajsti dalajlama je leta 1959 pobegnil v Indijo in tam zaprosil za azil. Od 18. marca je bil samostan Sera Džej predmet bombardiranja, kar je povzročilo smrt na stotine menihov (leta 1959 je bilo število menihov, ki so živeli v Sera Džeju, 5629), razen uničenja starodavnih besedil in izgube neštetih, neprecenljive, antične in antične umetnine. Mnogi od tistih, ki so preživeli (menihi in navadni ljudje), so po napadu Kitajcev pobegnili v Indijo, v hudih zimskih vremenskih razmerah, čez Himalajo. Po tem množičnem izseljevanju ljudi iz Tibeta (vključno z nekaj sto lamami, gešeji in menihi), ko so prispeli v Indijo, so jih kot enega preselili v Bilakupe blizu Misoreja v zvezni državi Karnataka, med številnimi drugimi lokacijami po vsej državi, ekskluzivnih tibetanskih obratov s pripravljeno pomočjo indijske vlade.
Leta 1970 je skupina 197 menihov Sera Džej s 103 menihi Sera Mej ustanovila poseben samostan znotraj preselitve Bilakupe kot dvojnik tibetanskega samostana. Ker nobeden od menihov Ngagpa Dratsanga (Tantričnega kolidža) ni preživel invazije, sta bili v Indiji ponovno ustanovljeni samo Sera Mey College in Sera Jey College. Samostan Bilakupe zdaj gosti 5000 budističnih menihov, med katerimi so nekateri migranti in številni drugi Tibetanci, ki niso bili rojeni v domovini svojih prednikov.
Z gozdnim zemljiščem, ki ga je dodelila indijska vlada, sta bili ustanovljeni dve veji samostana Sera, ki predstavljata migrantske menihe tibetanskih kolidžev Sera Dže in Sera Me; 193 menihom Sera je je pripadlo 59,79 ha in 107 menihom Sera Me je dobilo delež bilančne površine. Nadalje je bilo z donacijami indijske vlade zgrajenih 38 najemniških stanovanj, da bi menihi lahko prebivali in opravljali svojo poklicanost menihov, skupaj z obdelovanjem okoliške dodeljene zemlje za pridelavo živilskih pridelkov za preživetje. Dobro uveljavljena kot organiziran samostan s predanimi prizadevanji menihov je bila leta 1978 dokončana tudi zborna molitvena dvorana, ki je lahko sprejela 1500 menihov. Ta samostan je zdaj glavni samostan, ki je povezan z več manjšimi samostani, razporejenimi po različnih regijah v Tibetu; njegovo priljubljenost bi lahko ocenili s 3000 ali več menihi, ki zdaj živijo tukaj. Opogumljen s tem uspehom in upoštevajoč pritisk na obstoječo infrastrukturo, je bila zgrajena dodatna, veliko večja in impresivna montažna dvorana (ki meri 2.162,3 m²), visoka 39,4 m s 110 stebri), ki lahko sprejme 3500 menihi, da se zbirajo k molitvam. S tem razvojem ima Sera zdaj dva vidika, prvotni »tibetanski sera« in Bilakupe »novi sera« »tibetanske diaspore« s protipostavko samostanov Džé, Mé, nedavno pa je bila dodana tudi kolegija Ngakpa. Sera-indijska meniška skupnost samostana Bilakupe je postala globalna s svojo misijonarsko dejavnostjo z vzpostavitvijo »centrov darme« v mnogih delih sveta in tako odstranila kulturno izolacijo pred letom 1959 v Tibetu.

## Geografija
Samostan je na severnem obrobju Lase, glavnega mesta avtonomne pokrajine Tibet. Kot je bil zgrajen leta 1419, je obsegal območje 11 ha.
Njegova geografska lega je ob vznožju gore Pubučok, znane tudi kot hrib Tatipu, ki je v severnem predmestju mesta Lasa, ki tvori razvodje porečij, ki sta jih oblikovali reki Kji Či in Penpo Ču.

## Arhitektura
Samostanski kompleks je imel v svojih prostorih več ustanov. Pomembne stavbe so bile dvorana Coqen Tsokchen (Velika zborna dvorana), trije Džacangi (kolegiji) in Kamcun (dom), imenovan tudi Homdong Kangtsang. V glavni dvorani so bili v izobilju vidni sveti spisi (napisani z zlatim prahom), kipi, dišeče tkanine in freske. Tukaj podani opisi se nanašajo na scenarij, ki je obstajal v samostanu pred invazijo Kitajske leta 1959, vendar je večina samostanov po trditvah obnovljenih, čeprav naj bi bilo število menihov majhno.

### Velika zborna dvorana
Velika zborna dvorana, »Tsokčen« ali »Coqen Hall«, datirana v leto 1710, je štirinadstropna stavba severovzhodno od samostana, obrnjena proti vzhodu, kjer se izvaja več verskih ritualov in obredov. Dvorana je merila površino 2000 kvadratnih metrov, zgrajena s 125 stebri (86 visokimi in 39 nizkimi stebri), zgradil pa jo je Lhazang Čan. Vhodni portik je imel deset stebrov.
Pet kapel v tej stavbi ima kipe ali podobe Maitreje, Šakjamunija, Arhatov, Tsongkape in Kvan-džina s tisoč rokami in enajstimi obrazi. Starodavni in prefinjeno napisani sveti spisi »Gangyur iz Tripitaka«, ki se prav tako pišejo kot »Kangjur« (iz leta 1410) v 105 zvezkih (izvirnih 108 zvezkov), napisanih v tibetanščini, so dragocena posest samostana. Rečeno je, da je Čengdžu, cesar dinastije Ming, podaril te spise (natisnjene na lesene kocke z zlatimi platnicami, vgraviranimi v rdečem laku in izdelane na Kitajskem) Jamčenu Čodžeju, graditelju samostana.
Vhod v dvorano je bil skozi portik, zgrajen na 10 stebrih. Velike aplikacije thangk so bile obešene na strop na stranskih stenah. Strešno okno na sredini je podnevi zagotavljalo svetlobo v dvorani. Podoba ustanovitelja samostana Jamčen Čodže Šakja Ješe je bila deificirana kot osrednja podoba. Druga nameščena božanstva so bila Maitrejeva (višina 5 metrov in pozlačena), obkrožena s kipoma dveh levov, dalajlame V, VII in XII, Tsongkhape (z njegovimi najljubšimi učenci), Čokji Gjeltsena, Desi Sangye Gyatso in mnogih drugih.
Tri notranje kapele, zaporedno, so Jampa Lhakhang, Neten Lhakhang in Jigje Lhakhang. 6 metrov visoka podoba Maitreje je bila pobožanstvena v Jampa Lhakhangu, ki jo je zasedlo osem bodhisatv, cenjeni Kagyur, na vhodu pa sta jo varovala Hajagriva in Acala. Jigje Lhakhang hrani podobo Bhairave z njegovo soprogo Bhairavi, Šri Devi in drugimi zaščitnimi božanstvi.
V drugem nadstropju so bile tri kapele: Zhelre Lhakhang, od koder je bilo mogoče videti Maitrejo z vtisnjenim majhnim Tsongkhapo na srcu; Tu-je Chenpo Lhakhang, ki je imel Avalokitešvaro z enajstimi obrazi (najden v Pavangki), Taro in šestoroko Mahakalo. Malik Šakjamunijevega Bude, obdan s podobami Gelukpa Lame, je bil postavljen v Šakjamuni Lhakhang.
Tretje in četrto nadstropje sta bila uporabljena kot zasebna stanovanja za dalajlame in učitelje glavne skupščinske dvorane.

### Sera Je kolidž
Sera Je Tretsang (kolidž) ali Džekong, največji kolidž v kompleksu Sera, meri površino 17.000 m². Sprva je bila trinadstropna stavba; četrto nadstropje je bilo dodano v 18. stoletju z utrditvijo stavbe s skupno 100 stebri. Imel je kip Hajagrive (ki ga je izklesal sam Lodro Rinčen iz pozlačenega bakra), popularno znan tudi kot Avalokitešvara, ki je veljal za božanstvo zaščitnika samostana.

## Eremitaže in samostani
Samostan Sera, ki se je skozi stoletja razvil v sloviti kraj učenja, ki je usposabljal na stotine učenjakov, ki so dosegli ime in slavo v budističnih narodih, ima pod svojo pripadnostjo 19 samostanov, vključno s štirimi ženskimi samostani, ki so vsi v vznožju gora nad Laso. Ustanovljeni ženski samostani so samostan Čupzang, samostan Garu, samostan Negodong in samostan Nenang. Nekaj redovnic nekaterih od teh samostanov je organiziralo protestne pohode proti kitajski vladavini in posledično utrpelo inkarnacijo in ponižanje.

## Debate
Razprave med menihi o budističnih doktrinah so sestavni del učnega procesa na fakultetah v kompleksu samostana Sera. To omogoča boljše razumevanje budistične filozofije za doseganje višjih ravni študija. Ta zgledna debatna tradicija, dopolnjena s kretnjami, naj bi bila ekskluzivna za ta samostan, med številnimi drugimi samostani v Lasi. Obiskovalci so tudi prisotni, da bi bili priča tem razpravam, ki potekajo po določenem urniku vsak dan na 'Dvorišču za razprave' samostana.
Debata med menihi poteka v navzočnosti njihovih učiteljev, z zelo dobro določenim poslovnikom za zagovornika in spraševalce. Tradicija takih razprav sega v starodavno »hindujsko pravoslavje« v Indiji in ta praksa je v 8. stoletju prodrla v budistično pravoverje v Tibetu. Takšne debate običajno potekajo v samostanskih prostorih. Zagovornik mora dokazati svoje stališče o temi, predlagani za razpravo. Razprava se začne z invokacijo Mandžušrija, recitiranega z glasnim in visokim tonom. Vlogi debaterja in spraševalca sta dobro opredeljeni; spraševalec mora jedrnato predstaviti svoj primer (vse o temah, povezanih z budizmom), zagovornik pa mora odgovoriti v določenem časovnem okviru. Zaključek debate je s specifičnimi odgovori, kot so: »Sprejemam (delam), razlog ni ugotovljen (ta madrup) ali ni pervazije (Kyappa majung)«. Velikokrat so postavljena vprašanja namenjena zavajanju zagovornika. Če zagovornik ne odgovori v določenem roku, je priča izrazu posmeha. Na tibetanskih razpravah ni vloge priče in običajno ni razsodnika. To vodi do »nasprotujočih si mnenj udeležencev in poslušalcev«. Ko pride do neposrednega nasprotja na strani branilcev, je izid formalno odločen.

## Nedavni dogodki
Sera v Tibetu, ki je leta 1959 nastanila več kot 5000 menihov, čeprav je bila močno poškodovana med vstajo leta 1959, po obnovi še vedno deluje.
Leta 2011 je po lokalnih virih približno 300 menihov. Razlog za ta upad pripisujejo tibetanskim nemirom leta 2008.